# Le Combattant
Pour plus de détails, voir Fiche technique et Distribution.
Le Combattant (The Fighting Lady) est un film documentaire américain réalisé par Edward Steichen et William Wyler (non crédité), sorti en 1944.
Le film obtient l'Oscar du meilleur film documentaire lors de la 17e cérémonie des Oscars, le 15 mars 1945 au Grauman's Chinese Theatre à Los Angeles.

## Synopsis
Les exploits du porte-avions américain USS Yorktown pendant la Seconde Guerre mondiale....

## Fiche technique
- Titre : Le Combattant
- Titre original : The Fighting Lady
- Scénario : John S. Martin et Eugene Ling
- Réalisation : Edward Steichen et William Wyler (non crédité)
- Photographie :
- Montage : Robert Fritch
- Musique : David Buttolph
- Producteur : Louis De Rochemont
- Société de production : Louis De Rochemont Associates
- Société de distribution : 20th Century Fox
- Pays d'origine :  États-Unis
- Format : Couleurs (Technicolor) — 16 mm — 1,37:1 — Son : Mono
- Genre : Film documentaire, Film de guerre
- Durée : 61 minutes
- Dates de sortie :
  -  États-Unis : 21 décembre 1944 (Los Angeles) / 19 janvier 1945 (New York)
  -  France : 15 août 1945

## Distribution
- Robert Taylor : le narrateur (voix)
- Charles Boyer : le narrateur (version française) (voix)
- Joseph J. Clark : lui-même
- Dixie Kiefer : lui-même
- G. E. Lowe : lui-même
- John S. McCain : lui-même
- John Meehan : lui-même
- E. T. Stover : lui-même

## Distinctions
Le film a reçu l'Oscar du meilleur film documentaire.